# Khosiyat Rustamova
Khosiyat Rustam (Xosiyat Rustam) nació en 1971 en la aldea de Olmos, en el distrito de Chust de la provincia de Namangan. Estudió en la Facultad de Periodismo de la Universidad Nacional de Uzbekistán (1988-1993) y en la Universidad de Literatura Superior (2001-2004).
Desde 2015 es jefa de redacción del periódico World of the Book. Ha publicado los libros de poesía Osmondagi uy (La casa en el cielo) (1997); Najot (Rescate) (2003); Rido (El manto) (2004); Devor (El muro) (2006); August (2008); Ishg’ol (Ocupación) (2011); 40: 0 (2011); Unutilgan yillar (Años olvidados) (2014); Yupanch (Consolación) (2005); Bebosh bulutlar (Nubes no controladas) (2019).
Sus libros se han publicado en lenguas extranjeras y en otros países, entre ellos: Ertasi yo’q kunlar (Los días sin mañana) (Publicado en Turquía, traducido al turco por Bashir Oksuz (2008); Qorxunç (Miedo) (Publicado en Azerbaiyán, traducido al azerbaiyano por Resmiya Sabir). (2009). Sus libros también se han publicado en Kazajstán, Colombia, Rusia, EE. UU. y otros países en kazajo, español, ruso, inglés, alemán y otros idiomas.
Ha participado en diversos festivales internacionales de poesía y obtuvo un Premio a la Creatividad en el Festival Internacional de Poesía de Tailandia en (2018). Ha traducido al uzbeko poemas de Marina Tsvetaeva, Eugene Eutushenko, Anna Akhmatova, Boris Pasternak, Ramiz Rovshen, Nigar Refibeyli, Riza Khalil, Neguib Fazil Kisakurak, Khusnu Daglarja.
Khosiyat Rustam fue galardonada con la medalla «Shukhrat» («Fama») en 2004 y es miembro de la Unión de Escritores de Uzbekistán. Obtuvo el premio internacional de Azerbaiyán que lleva el nombre de Mikail Mushfeek en 2015. También es miembro de la Unión de Escritores de Azerbaiyán desde 2019.
Khosiyat RUSTAM DECIMO TERCER MES
Laureado del Premio Internacional Naji Naaman (2021)
Residente del Programa Internacional de Escritores de la Universidad de Iowa (2021)
Miembro de la Unión de Periodistas de Azerbaiyán (2021)
El premio más alto «Caballero de oro» (para traducciones seleccionadas de poesía rusa moderna al uzbeko) (2021)
Sus poemas han sido traducidos a más de 30 idiomas y sus libros han sido publicados en varios países extranjeros.

## Libros publicados en Uzbekistán y en el extranjero
1. «Osmondagi uy» («Casa en el cielo») - Casa creativa de publicación e impresión que lleva el nombre de Gafur Gulyam (1997)
2. «Najot» («Salvación») - Editorial «Manaviyat» nashriyoti (2003)
3. «Rido» («Manto») - editorial «Yangi asr avlodi» (2004) # «Yupanch» («Consuelo») - Editorial Namangan (2005) 5. «Devor» («Muro») - Casa creativa de publicación e impresión que lleva el nombre de Gafur Gulyam (2006)
4. «Agosto» - editorial «Yangi asr avlodi» (2008)
5. «40:0» - Editorial «Akedemnashr» (2011)
6. «Ishgol» («Conquista») - Editorial «Akedemnashr» (2011) 9. “Unutilgan Yillar” (“Años olvidados”) – Editorial Orzu (2014) 10. «Bebosh bulutlar» («Nubes desenfrenadas») - Casa creativa de publicación e impresión «Uzbekistán» (2019) # «Tunning boshi korongu» - «Yangi asr avlodi» nashriyoti (2021)
7. «Sargardon Soyalar» («Sombras errantes») - Editorial «Adabiyot» (2021)
8. «Zhigarrang daftar» («Cuaderno marrón») - Casa creativa de publicación e impresión que lleva el nombre de Gafur Gulyam (2021) DECIMO TERCER MES Khosiyat RUSTAM

1. “44 kun” (“44 días) – Editorial “Arjumand-media” (2021), Tashkent

## En el extranjero
1. «Yarınsız günler» («Días sin mañana») - Yeni kitaplar (2006), Turquía
2. «Qorxunç» (Miedo) - Vektor (2008), Azerbaiyán
3. «Anatomía del amor» - Ush Kiyan (2019), Kazajstán 4. «Lágrimas de colores» - EGG London (2020), Reino Unido

1. “Shabbou” (“Madurez”) (2020), Tayikistán
2. «İki güneş» («Dos soles») - Günce Yayinlari (2020), Turquía

1. «Chiều cao của gió» («Apariencia del viento») - NHA XUAT BAN HOI (2020), Vietnam

1. «Layli Darakhtlar» («Sauce llorón») - Avropa (2020), Azerbaiyán

1. “Su nombre era Lala” - Avropa (2020), Azerbaiyán
2. «Sauce llorón» - Türksoy (2020), Azerbaiyán
3. «Tushovlangan shamol» («Vientos embridados») - Vishnyovka (2021), Bielorrusia

1. «Tutqunlikdagi ozodlik» («Libertad en cautiverio») - Share (2021), Simferopol

1. «Hovuchimdagi yulduz» («Estrella en mi palma») - Burago (2021), Ucrania

1. “Kungil izidan” (“Tras la pista del alma”) - Liberland Art (2021), Serbia

1. “Bir hovuch shamol” (“Un puñado de viento”) – en turcomano, Günce Yayinlari (2021)

1. «Sakkiz» («Cuatro») - Editorial «Cuatro», (2021), Rusia